# Букувка (Нижньосілезьке воєводство)
Букувка (пол. Bukówka, нім. Buchwald) — село в Польщі, у гміні Любавка Каменноґурського повіту Нижньосілезького воєводства.
Населення — 251 особа (2011).
У 1975-1998 роках село належало до Єленьоґурського воєводства.

## Демографія
Демографічна структура станом на 31 березня 2011 року:
|          | Загалом | Допрацездатний вік | Працездатний вік | Постпрацездатний вік |
| -------- | ------- | ------------------ | ---------------- | -------------------- |
| Чоловіки | 130     | 24                 | 102              | 4                    |
| Жінки    | 121     | 17                 | 86               | 18                   |
| Разом    | 251     | 41                 | 188              | 22                   |